# Кенет Кларк (историчар уметности)
Кенет Кларк, барон Кларк (енгл. Kenneth Mackenzie Clark; 13. јул 1903, Лондон — 21. мај 1983, Хајт) био је британски историчар уметности, директор музеја и телевизијски менаџер и аутор. 
Био је син богатих родитеља и рано је почео да учи о уметности. Дошао је под утицај експерта и трговца уметнинама Бернарда Беренсона и са 27 година постао директор музеја Ешмолијен у Оксфорду. Три године касније постао је директор Националне галерије у Лондону, у периоду од 1933. до 1945. године. 
После рата радио је као професор на Универзитету у Оксфорду (1946—1950), а онда је преузео одговорност управника прве британске комерцијалне телевизије (ITA). За ову телевизију и за BBC је касније био аутор програма о уметности. Најпознатији од ових програма била је серија „Цивилизација: лични поглед Кенета Кларка” (1966–1969).

## Дела
- The Gothic Revival: An Essay in the History of Taste. New York: Scribner's. 1929.

- A Commemorative Catalogue of the Exhibition of Italian Art Held in the Galleries of the Royal Academy, Burlington House, London, January-March, 1930. London: Oxford University Press. 1931.

- A Catalogue of the Drawings of Leonardo da Vinci in the Collection of His Majesty the King, at Windsor Castle (уредник). London: The Macmillan. 1935.

- Last Lectures by Roger Fry. New York: The Macmillan. 1939.

- Leonardo da Vinci: An Account of His Development as an Artist. Cambridge. 1939.

- Leon Battista Alberti on Painting. London: G. Cumberlege. 1945.

- [H. R. Bickley Memorial Lecture] A Failure of Nerve: Italian Painting: 1520-1535. Oxford: Clarendon Press. 1967.

- John Constable: The Hay Wain, in the National Gallery, London. Gallery Books 5. London: P. Lund, Humphries. 1944.

- [First year's lectures as Slade Professor] Landscape Painting. New York: Scribner. 1950.

- [Romanes Lecture 1954] Moments of Vision. Oxford: Clarendon Press. 1954.

- The Nude: a Study in Ideal Form. A.W. Mellon Lectures in the Fine Arts 1953, Bollingen Series 35-2. New York: Pantheon Books. 1953.

- The Study of Art History. Plymouth: Bowering Press. 1956.

- Rembrandt and the Italian Renaissance. New York: New York University Press. 196.

- Civilisation: a Personal View;. New York: Harper & Row. 1969.

- "Roger Fry." Dictionary of National Biography 1931-1940. стр. 298—301.

- [Rede Lectures] The Artist Grows Old. London: Cambridge University Press. 1972.

- The Romantic Rebellion: Romantic Versus Classic Art. New York: Harper & Row. 1973.

- Another Part of the Wood: a Self-portrait. New York: Harper & Row. 1975.

- Ciardi, John, and Robinson, George. The Drawings by Sandro Botticelli for Dante's Divine Comedy: after the Originals in the Berlin Museums and the Vatican. New York: Harper & Row. 1976.